# Relicina polycarpa
Relicina polycarpa är en lavart som beskrevs av Elix & Polyiam. Relicina polycarpa ingår i släktet Relicina och familjen Parmeliaceae.   Inga underarter finns listade i Catalogue of Life.